# Schronisko przy Ziemi
Schronisko przy Ziemi – schronisko pomiędzy wsiami Smoleń i Złożeniec w województwie śląskim, w powiecie zawierciańskim, w gminie Pilica. Pod względem geograficznym jest to obszar Wyżyny Ryczowskiej, będącej częścią Wyżyny Częstochowskiej w obrębie Wyżyny Krakowsko-Częstochowskiej.

## Opis obiektu
Znajduje się w lesie w tzw. Parku Jurajskim po lewej stronie drogi ze Smolenia do Złożeńca, w odległości około 150 m od tej drogi. Jest to położony na poziomie terenu tunel przebijający na wylot podstawę skały Oczko z charakterystycznym oknem skalnym o średnicy 2 m. Obydwa otwory tunelu są bardzo ciasne, wejście do nich wymaga czołgania się. Wewnątrz tunel jest nieco bardziej obszerny. W jego środkowej części znajduje się krótki i ślepy kominek, a w części końcowej bardzo ciasny, niemożliwy do przejścia boczny korytarzyk.
Schronisko powstało w wapieniach z jury późnej. Brak w nim nacieków. Namulisko jest gliniasto-piaszczyste. Wnętrze tunelu jest suche i występuje w nim silny przewiew. Brak roślin i zwierząt.

## Historia badań i dokumentacji
Znane było od dawna. W wykonanej w 1991 roku dokumentacji dla Zarządu Zespołu Jurajskich Parków Krajobrazowych woj. katowickiego oraz w dokumentacji z roku 2000 wykonanej na zlecenie Ministerstwa Środowiska ma nazwę Schronisko w Górze Smoleń VIII. W ogólnodostępnej literaturze po raz pierwszy wzmianka o nim pojawiła się w 1993 r. W listopadzie 1991 r. A. Polonius i S. Kornaś pomierzyli schronisko, A. Polonius opracował jego plan.

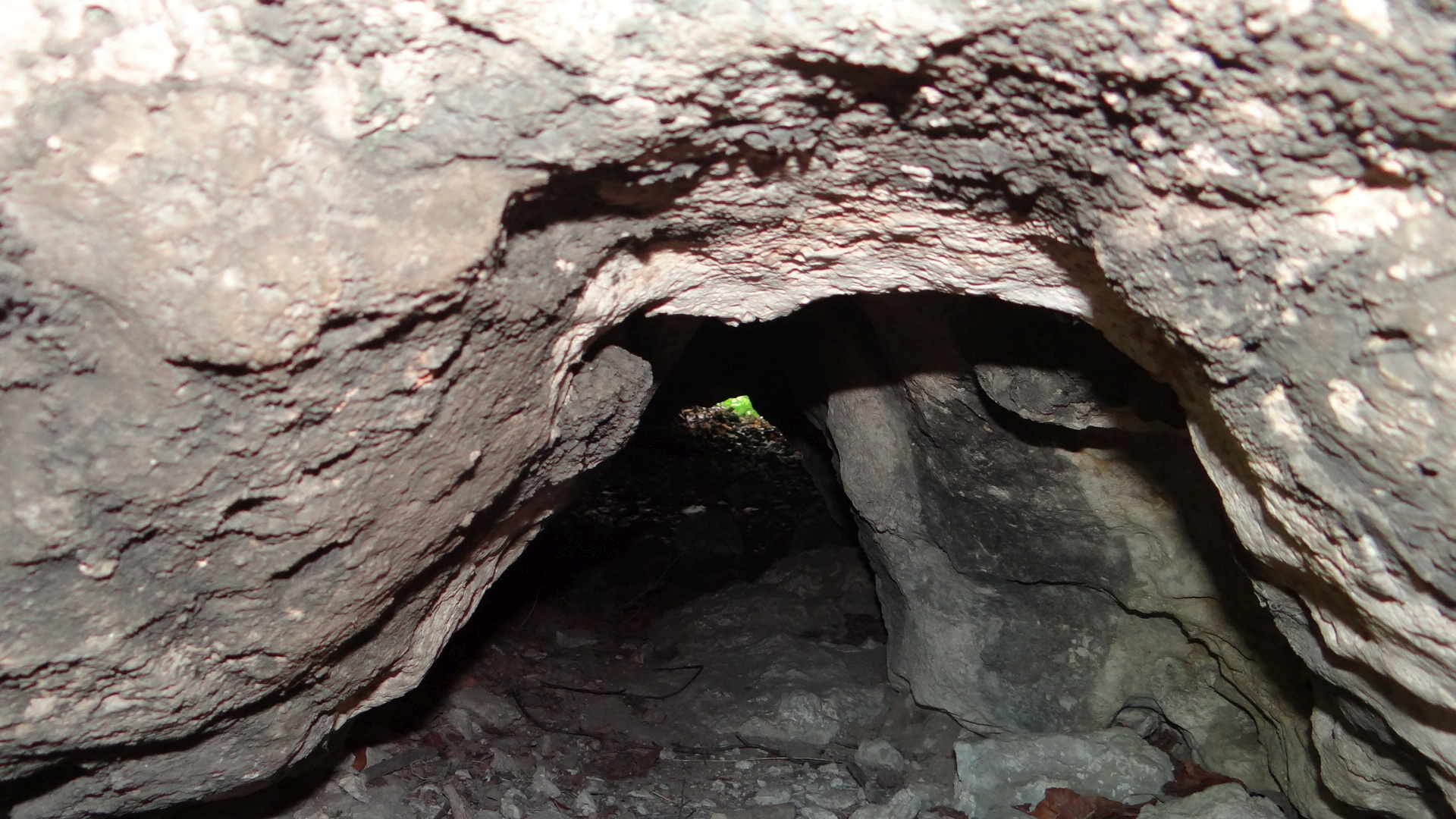
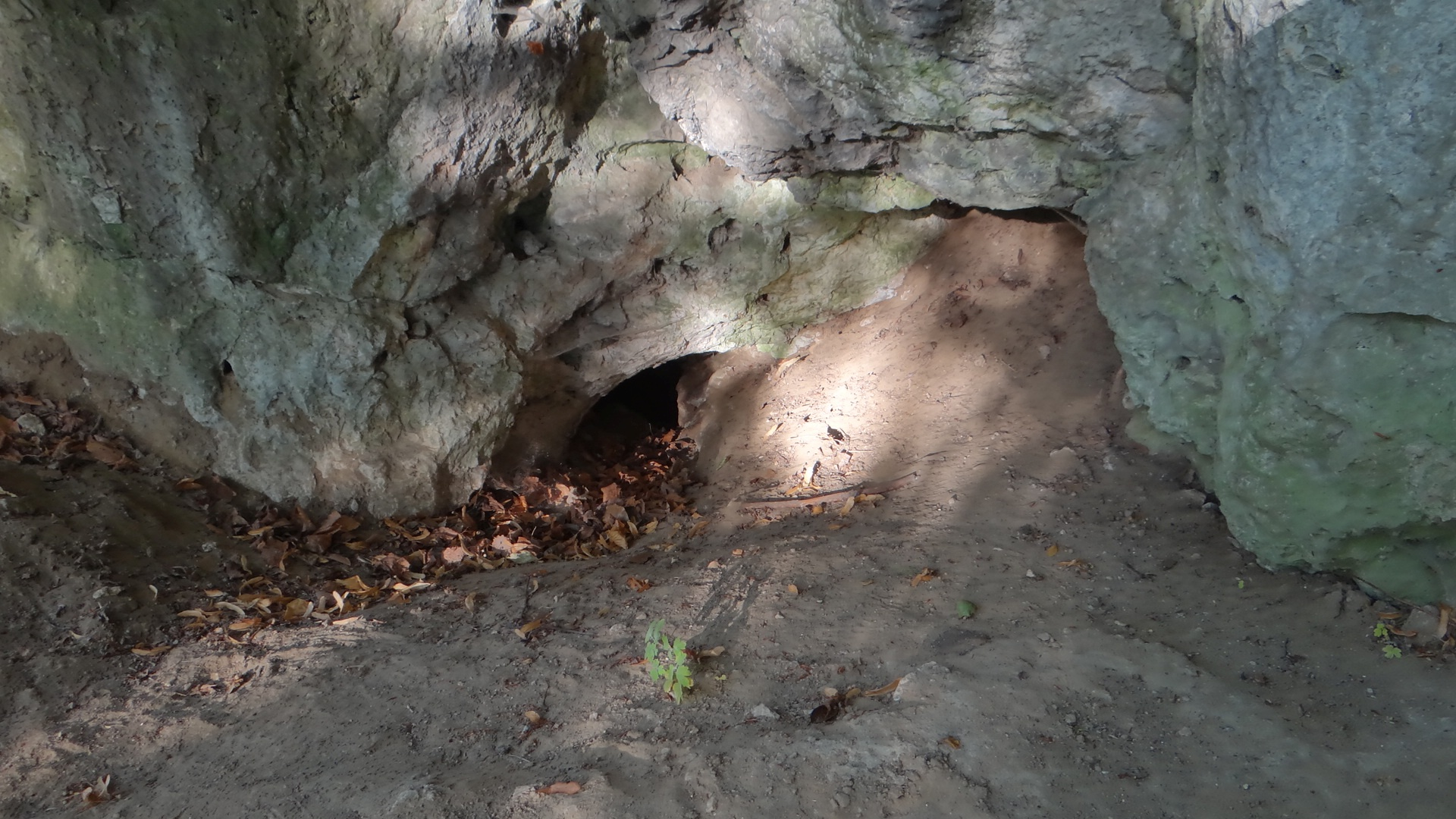
Jeden z otworów
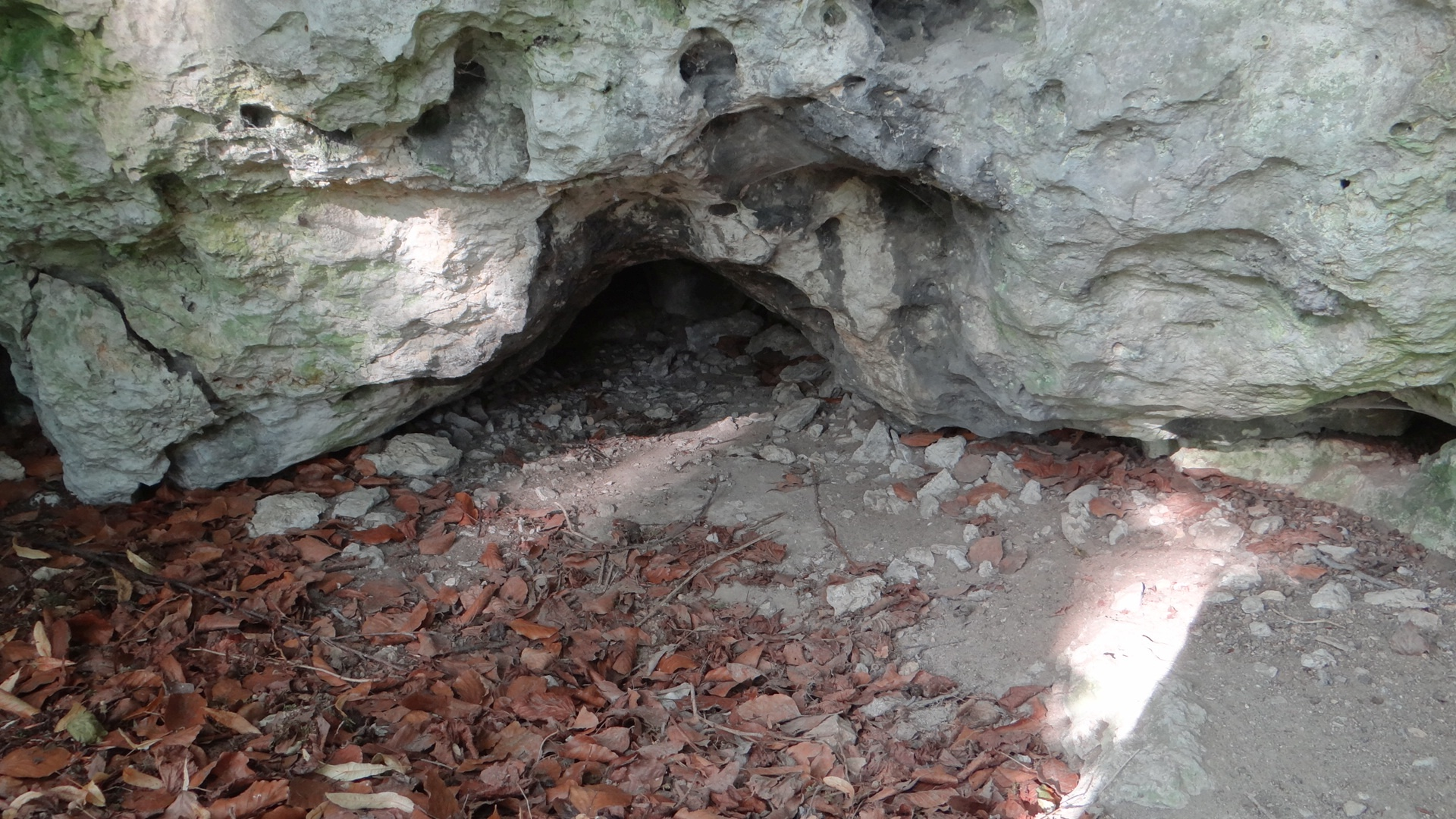
Drugi otwór
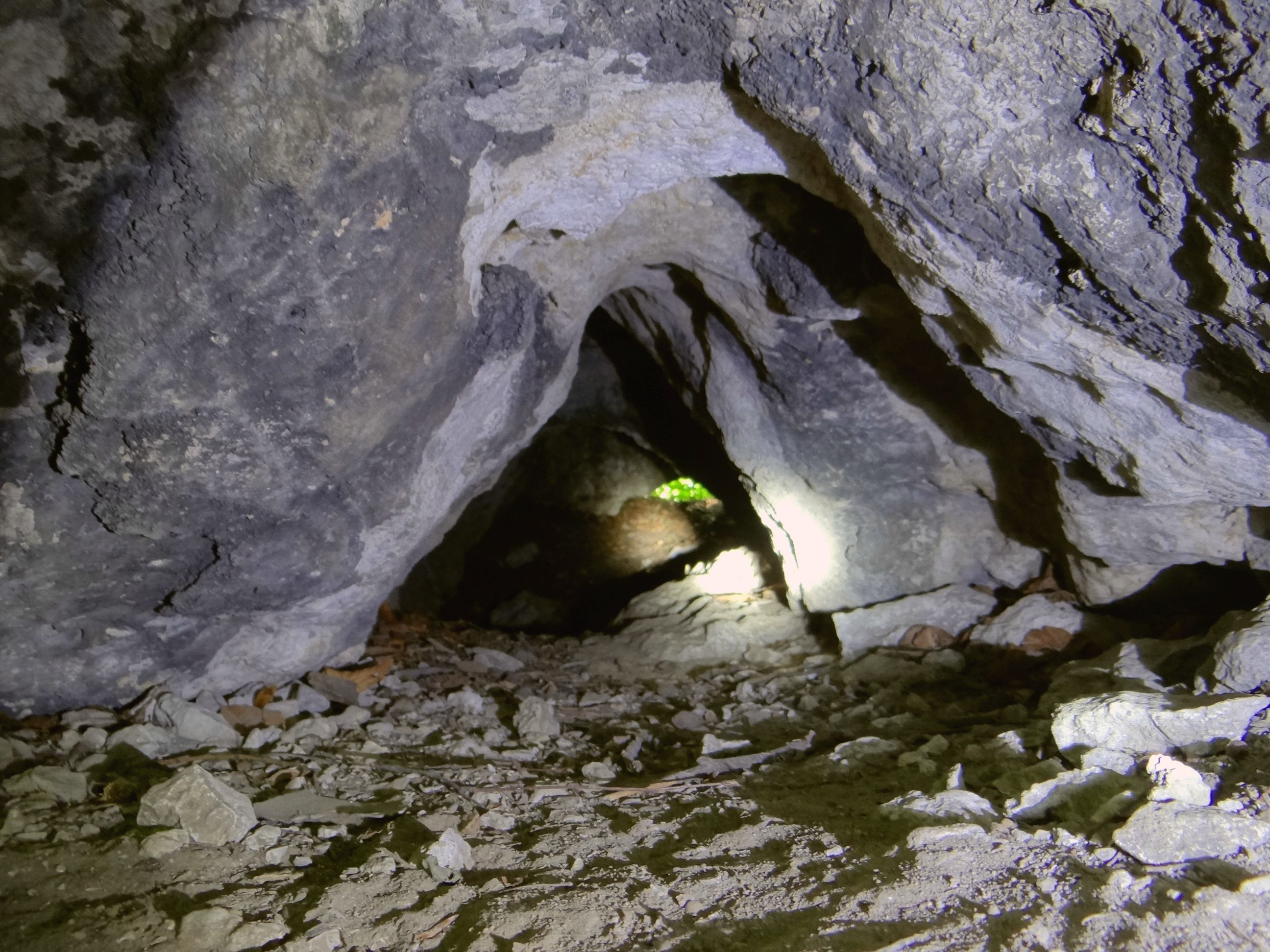

Oprócz Tunelu przy Ziemi w skale Oczko znajdują się jeszcze dwa inne schroniska: Rura w Skale Oczko, Skalna Ambona i Oczko (okno skalne).